# 伝統的建造物群保存地区
伝統的建造物群保存地区（でんとうてきけんぞうぶつぐんほぞんちく）は、文化財保護法第143条第1項または第2項の規定により、周囲の環境と一体をなして歴史的風致を形成している伝統的な建造物群で価値が高いもの（伝統的建造物群）、およびこれと一体をなしてその価値を形成している環境を保存するため、市町村が地域地区として都市計画もしくは条例で定めた地区である。略称は伝建地区（でんけんちく）、伝建（でんけん）。

## 概要
1970年代前半、当時の宮崎県日南市の市長・河野禮三郎が城下町として知られていた飫肥地区の町並みや飫肥城の復元のために大規模な運動を行ったのが制度誕生のきっかけとされ、1975年の文化財保護法改正により設けられた。城下町・宿場町・門前町・寺内町・港町・農村・漁村などの歴史的な集落・町並みの保存を図ることを目的とする。
それまでは建物単体でしか保存できなかった歴史的建造物を、面的な広がりのある空間として保存するための制度として画期的であった。また、住民が暮らしながら伝統的建造物群を保存することが前提となっており、地元住民が市町村と協力の上で主体的に保存活動を行える、外観の変更は制約があるが建物内部の改装などは比較的自由にできるといった特徴がある。
文部科学大臣は、市町村の申出に基づき、市町村が都市計画もしくは条例により定めた伝統的建造物群保存地区の中から、特に価値の高いものを重要伝統的建造物群保存地区として選定することができる（文化財保護法第144条第1項）。2019年12月現在、43道府県100市町村の120地区が重要伝統的建造物群保存地区として選定されている。